# Droga krajowa B431 (Niemcy)
Droga krajowa 431 (niem. Bundesstraße 431) – niemiecka droga krajowa przebiegająca na osi północny zachód – południowy wschód z Hamburga  przez Wedel, Elmshorn do skrzyżowania z drogą B5 w Meldorf w Szlezwiku-Holsztynie.

Drogi w rejonie Hamburga

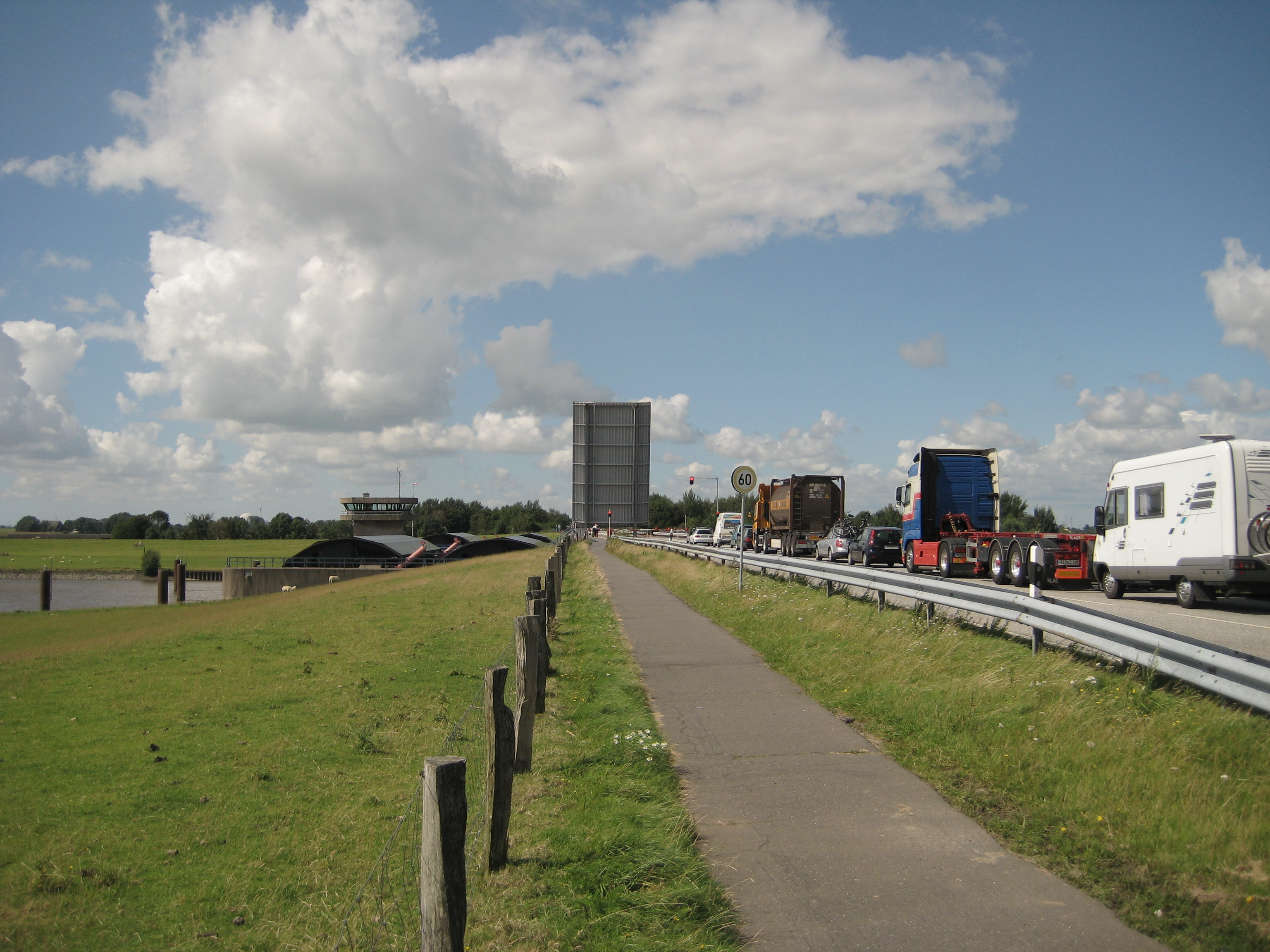
Przeprawa przez rzekę Stör

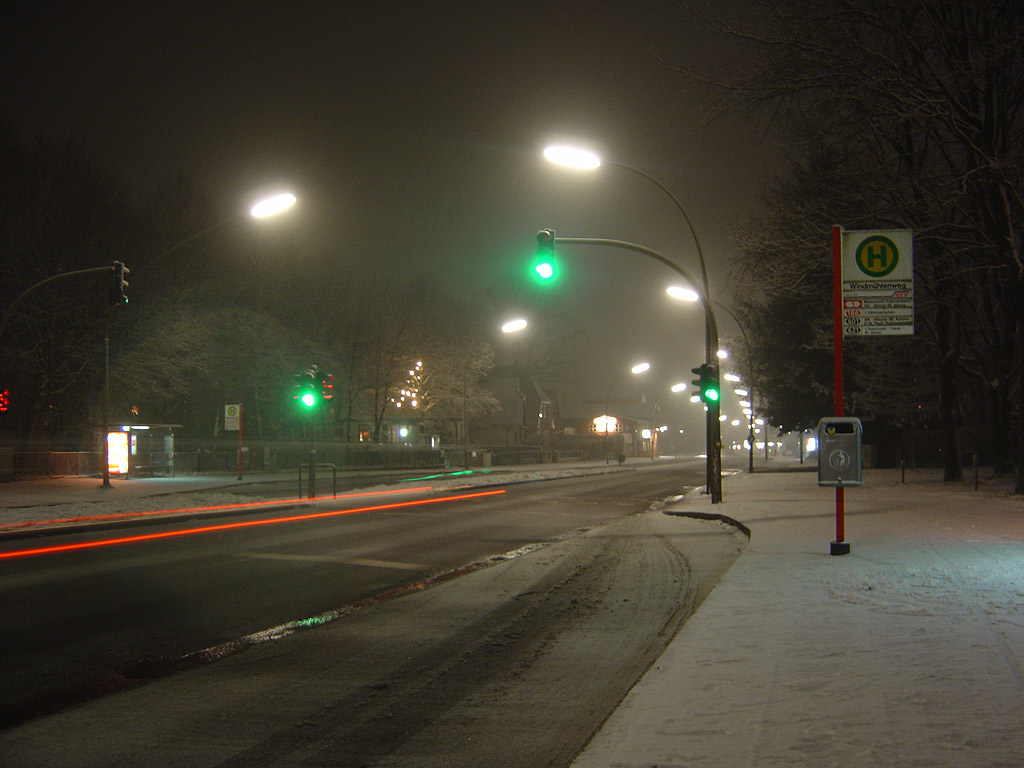
Zimowa B431 w Hamburgu

Najstarszy fragment drogi został oddany do użytku w 1855 r. Pozostałe części powstały w XIX w.
Droga jest oznakowana jako B431 od lat 70. XX wieku.
Planowana jest rozbudowa drogi na terenie Hamburga do drogi ekspresowej, oraz budowa południowej obwodnicy Wedel. Realizacja przewidywana jest na rok 2015.